# Меса дел Кабало (Аризона)
Меса дел Кабало (енгл. Mesa del Caballo) насељено је место без административног статуса у америчкој савезној држави Аризона.

## Демографија
По попису из 2010. године број становника је 765.
| Група             | 2000.    | 2010.       |
| Белци             | 0 (0,0%) | 672 (87,8%) |
| Афроамериканци    | 0 (0,0%) | 3 (0,4%)    |
| Азијати           | 0 (0,0%) | 1 (0,1%)    |
| Хиспаноамериканци | 0 (0,0%) | 74 (9,7%)   |
| Укупно            | 0        | 765         |